# Julius Günther
Julius Günther, (Göteborg (Västra Götaland), 1 de març, 1818 - Estocolm, 22 de març, 1904), va ser un cantant d'òpera (baríton), professor de cant i director de cor suec.

## Biografia
Günther va deixar un lloc de suboficial al regiment d'Älvsborg i es va formar com a cantant. Va treballar al Teatre Reial entre 1839 i 1856 i hi va debutar el 1838 a Fra Diavolo de Daniel Auber. Va continuar amb l'èmfasi posat en el repertori italià i francès. El "àgil i maco" Günther es va convertir ràpidament en el favorit del públic i el primer amant gràcies a la seva interpretació creïble i al seu "tenor que sonava". El desenvolupament escènic es va beneficiar especialment de la interacció amb Jenny Lind. El mateix any es van estrenar escènics, van ser els oposats des del 1839 i van fer gires de concerts pel camp fins al 1844. Fins i tot en privat, es van trobar, encara que platònics, però als ulls del públic eren parella.
Günther va perfeccionar la seva formació en cant amb el professor de Lind, Manuel Garcia a París el 1846–47 i hi va tenir una curta però significativa carrera com a artista d'òpera i cantant de concerts, després de la qual va tornar a l'Òpera d'Estocolm el 1847. Günther es va quedar a l'Òpera durant 18 anys però va visitar escenaris estrangers en diverses ocasions. De 1850 a 1862 va ser mestre de cant i des de 1858 professor de cant. Günther va ser professor al Conservatori Reial de Música de 1858 a 1901 ia l'Escola d'Òpera de 1901 a 1902, i va ser nomenat professor al Conservatori el 1864. Va ser director de la "New Harmonic Society" des de 1860–78. Günther va ser elegit com a associat núm. 27 de la Reial Acadèmia de Música el 1841 i com a membre núm. 340 el 8 de juliol de 1854.
Al conservatori de música, Günther, com a professor de cant, es va beneficiar del coneixement de la tècnica del cant de Manuel Garcia, que va ser transmès a diversos estudiants famosos posteriors, com John Forsell, Matilda Jungstedt, Adèle Almati i Arvid Ödmann i Natanael Berg.
Günther era fill de Georg Günther.

## Rols d'òpera
- Greve Almaviva a El barber de Sevilla
- Don Juan a Don Giovanni
- Fra Diavolo a Fra Diavolo
- Nemorino a L'elisir d'amore
- Raoul a Les Huguenots
- Robert a Robert le Diable
- Stradella i Alessandro Stradella